# 京王ズホールディングス
株式会社京王ズホールディングス（けいおうズホールディングス、英: Keiozu Holdings Company）は、東京都豊島区に本社を置く持つ純粋持株会社。
かつては「京王's」を略称としており、ロゴマークにも使用していた。なお京王グループとは一切関係ない。

## 概要
関連会社により携帯電話販売代理店のほか、コールセンターの運営を手掛けている。過去にはソーシャルゲームの開発や介護事業、さらにビデオ・CD等のレンタル店運営や、子会社を通じて「やき組」などの名称で飲食事業を行っていたがいずれも撤退している。

### 不適切会計と上場廃止
2011年10月期に不適切会計が発覚。第三者委員会を設置した上で調査に入ったところ、創業者である当時の社長への多額の資金流出や利益の過大計上などがあったため、過年度決算は訂正され、課徴金の納付を命ずる決定が下った。これにより経営陣は刷新された。
2014年3月31日付でに首都圏を中心に家電量販店を展開するノジマが第三者割当増資により発行される京王ズの全株式を引受け、連結子会社とする予定であったが、当社の大株主である光通信が「ノジマへの第三者割当増資は経営陣による保身であり、京王ズの既存株主にとっては発行株式数の増加による希薄化により株主利益が大きく害される」と主張。仙台地裁に新株発行の差し止めを求める仮処分を申し立てた。これらの動向を受け、ノジマは同年3月10日に「諸々の事情により引受を行わない」と決定した。これについて京王ズはノジマに対し「払込みを行わないこととした理由を書面で回答するよう照会中でありますが、現在のところ回答を得られておりません」とのIRを公表した。
紆余曲折を経て、2014年4月に光通信がTOBを実施した上で、京王ズを子会社化すると発表。これに京王ズも賛同すると表明。2014年5月29日、株式公開買付け（TOB）が成立し光通信の連結子会社とされた。
2015年1月、2010年10月期から15年3月期第3四半期までの有価証券報告書と四半期報告書に関する一部訂正を東北財務局に提出した。訂正では、創業者である元社長の不明支出金を2億1,500万円として特別損失を計上。京王ズは元社長に対し損害賠償請求も辞さないとした。東証は同年4月28日、特設注意市場銘柄に指定していた京王ズが再発防止策を掲げる一方で、元社長への不正な資金流出を続けていたことや、内部監査システムによる不正チェックが機能せず決算開示体制も問題があるとして、5月29日付で有価証券上場規程第603条第1項第6号（2013年8月9日改正前の有価証券上場規程等が適用）により上場廃止した。特設注意市場銘柄に指定され、かつ内部管理体制確認書を提出した企業の上場廃止は、2007年11月の設立以来初のケースとなった。

## 沿革
- 1987年（昭和62年）6月 - 創業。
- 1993年（平成5年）12月 - 仙台市太白区八木山本町で、株式会社レジャーワンとして設立。
- 1994年（平成6年）4月 - 仙台市青葉区錦町に本社移転、株式会社ミスター・チャップリンパワーに商号変更。
- 1997年（平成9年）4月 - 株式会社京王ズに商号変更。
- 1999年（平成11年）3月 - 仙台市青葉区八幡に本社移転。
- 2004年
  - 1月 - 東京証券取引所マザーズ市場に株式を上場。
  - 8月 - 秋田県秋田市に、連結子会社として株式会社ノーブルコミュニケーションを設立。
  - 11月 - 仙台市泉区の「泉パワーモール」を購入。
- 2005年（平成17年）4月 - 株式会社IJT（仙台市青葉区）を取得し連結子会社化。
- 2006年（平成18年）11月1日 - 移動体通信事業部門を会社分割し、子会社の株式会社IJTに継承（後の京王ズコミュニケーション。現在のIJTは別途新設された会社である）。
- 2007年（平成19年）
  - 4月1日 - 飲食事業部門と不動産賃貸事業部門を会社分割し、子会社の株式会社遠雷に継承。
  - 4月1日 - 株式会社京王ズホールディングスに商号変更、純粋持株会社制へ移行。
  - 11月6日 - 子会社である遠雷の外食事業が低迷していたため、外食事業の全店舗を閉鎖。
  - 11月30日 - 外食事業の閉店した店舗の一部店舗を、株式会社くらコーポレーションへ事業譲渡[18]。
- 2010年（平成22年）
  - 5月1日 - 連結子会社「株式会社京王ズseed」を設立し、ソーシャルゲーム事業に参入。
  - 7月1日 - 連結子会社「株式会社京王ズライフクオリティ」を設立し、介護事業に参入。
  - 10月 - 子会社である遠雷を吸収合併。
- 2014年（平成26年）
  - 5月29日 - 光通信の連結子会社となる。
  - 7月29日 - 横江実社長が退任。湯瀬昭宏取締役が後任として昇格。
  - 12月12日 - 湯瀬昭宏社長が退任。社外取締役であった長野成晃が後任として就任[19]。
- 2015年（平成27年）
  - 4月28日 - 株式を整理銘柄に指定。
  - 5月29日 - 上場廃止。
  - 10月14日 - 株式併合により光通信の完全子会社となる[20][21]。
- 2017年（平成29年）5月1日 - 完全子会社であった株式会社京王ズコミュニケーションがアクセスブリッジに吸収合併。
- 2018年（平成30年）7月19日 - 本社を東京都豊島区へ移転。

## 関連会社
- 株式会社IJT
- 株式会社京王ズFORCITE
- 株式会社ノーブルコミュニケーション
- 株式会社ハーツライフサポート